# Koh-Lanta
Koh-Lanta es un programa de telerrealidad francés, transmitido por TF1 y producido por Adventure Line Productions. Es conducido por Denis Brogniart, se estrenó el 4 de agosto de 2001 y actualmente se está transmitiendo. Cuenta con 12 temporadas más 4 temporadas especiales las cuales duran menos tiempo que las normales. Koh-Lanta es una adaptación del reality estadounidense; Supervivientes.
Su nombre se deriva de la isla tailandesa de Ko Lanta, que en francés significa Isla de millones de ojos. Desde su debut en 2001, Koh-Lanta ha sido un gran éxito en Francia, terminando regularmente en primer lugar en su franja horaria. Debido a esto se hacen más temporadas.
En marzo de 2013, el programa sufrió un percance: A raíz de la muerte de un candidato después de un evento, la 13. ra temporada que se realizaba en Camboya se cancela en el primer día de rodaje. El caso ha creado controversia, ya que después de este hecho una persona integrante del equipo médico de producción se suicidia diez días más tarde. A pesar de los dramas, una nueva temporada se anunció para el próximo año con los excandidatos de esta temporada cancelada. Este último, llamado Koh-Lanta: La nueva edición, fue rodada en Malasia en mayo de 2014 y se transmitió el 12 de septiembre de 2014, después de una ausencia de casi dos años.

## Formato
Un grupo de participantes deben sobrevivir en una isla desierta durante 40 días (20 días en temporadas especiales). Tienen que encontrar comida para acompañar a la magra ración de arroz que se les suministra en el comienzo de la aventura. Deben construir un refugio para protegerse de las condiciones extremas (clima, insectos, etc..). Cada concursante tiene una mochila con algo de ropa (limitado a los pantalones, pantalones cortos, underwear, un sombrero, un par de gafas de sol, etc). Se prohíbe cualquier producto relacionado con la higiene o la alimentación (excepto por enfermedad).

## Reglas

### Tribus
Los participantes se dividen en dos equipos (tribus) de 8 a 10: rojo y amarillo, por lo general con el nombre de la isla donde instalaron el campamento. Por temporadas especiales, los candidatos están divididos en dos tribus de 6 a 8.

### Las pruebas
Las pruebas pueden ser los deportes de natación, de equilibrio, de trabajo en equipo, de destreza, etc. Se organizan dos tipos de eventos: una prueba de comodidad y la inmunidad.
- La prueba de la Comodidad mejora la vida del equipo que gana.
- La prueba de Inmunidad salva al equipo ganador de la eliminación.

### La final
Cuando hay cuatro aventureros que compiten (o cinco según las temporadas), que es el final. Se compone de dos rondas eliminatorias y una votación final.
- Orientación: Los participantes tenía que buscar algún objeto (cáscara, máscara, escudo, etc.) escondido en un lugar específico.

- Mensajes de prueba: Los 3 participantes restantes debe equilibrar el mayor tiempo posible en un poste anclado en la arena, ya sea en la playa o en el agua. El propósito de la prueba es dejar 2 participantes de pie para que enfrente al jurado final.

- Jurado final: El ganador es elegido por los otros participantes que son parte del jurado. Cada concursante tiene la oportunidad de hablar ante el jurado durante un minuto para convencerlos de votar por él. La votación se lleva a cabo a continuación, y el ataúd está sellado bajo la supervisión de un oficial de justicia. En la temporada 1, el recuento se llevó a cabo inmediatamente después de la votación. Desde la temporada 2, el conteo se lleva a cabo en vivo en una meseta en París, varios meses después de la filmación de la temporada.

### Ganancias
El aventurero que gana la temporada, obtiene como premio € 100.000 y el 2° lugar € 10.000. En el caso de empate en la tabla final, los dos finalistas ganan € 55.000 cada uno. Cada participante recibe un subsidio diario durante la aventura. Con la ventaja de la confidencialidad, la cantidad es de alrededor de € 5.500.

## Las diferencias con la versión de Estados Unidos
La versión francesa, Koh-Lanta, se diferencia de la versión estadounidense, por la duración de la aventura que es de 39 días para los Estados Unidos contra 40 en Francia (43 días de la primera temporada, 42 en la temporada 12 y 20 días para las ediciones especiales)
Por los recursos movilizados y el dinero del premio $ 1 millón para el Sobreviviente Único y $ 100.000 para el segundo lugar, por detrás de los Estados Unidos, € 100.000 para el ganador y € 10,000 para el segundo lugar en la versión francesa). Además, en la versión estadounidense, puede haber hasta cuatro tribus originales.

## Equipo del Programa
- Presentadores: Denis Brogniart lidera las competencias por equipos y los consejos de eliminación.

## Temporadas
| Temporada | Temporada                    | Ubicación                | Emisión                                          | Tribus    | Tribus    | Ganador(es)              | Ganador(es)              |
| --------- | ---------------------------- | ------------------------ | ------------------------------------------------ | --------- | --------- | ------------------------ | ------------------------ |
| 1         | Los Aventureros de Koh-Lanta | Tailandia, Ko Lanta      | 4 de agosto de 2001 22 de septiembre de 2001     | Lanta-naï | Korok     | Gilles Nicolet           | Gilles Nicolet           |
| 2         | Koh-Lanta: Nicoya            | Costa Rica, Nicoya       | 28 de junio de 2002 13 de septiembre de 2002     | Ventanas  | Tambor    | Amel Fatnassi            | Amel Fatnassi            |
| 3         | Koh-Lanta: Bocas del Toro    | Panamá, Bocas del Toro   | 6 de junio de 2003 29 de agosto de 2003          | Machiga   | Boro      | Isabelle Seguin          | Delphine Bano            |
| 4         | Koh-Lanta: Panamá            | Panamá, Las Perlas       | 2 de julio de 2004 31 de agosto de 2004          | Chapera   | Mogo      | Philippe Bordier         | Philippe Bordier         |
| 5         | Koh-Lanta: Pacifico          | Francia, Nueva Caledonia | 1 de julio de 2005 6 de septiembre de 2005       | Kumo      | Kanawa    | Clémence Castel          | Clémence Castel          |
| 6         | Koh-Lanta: Vanuatu           | Vanuatu                  | 21 de julio de 2006 5 de septiembre de 2006      | Tana      | Mosso     | François-David Cardonnel | François-David Cardonnel |
| 7         | Koh-Lanta: Palawan           | Filipinas, Palawan       | 29 de junio de 2007 11 de septiembre de 2007     | Guntao    | Batang    | Jade Handi               | Kevin Cuoco              |
| 8         | Koh-Lanta: Caramoan          | Filipinas, Caramoan      | 4 de julio de 2008 20 de septiembre de 2008      | Mingao    | Tayak     | Christelle Gauzet        | Christelle Gauzet        |
| 9         | Koh-Lanta: Palaos            | Palaos, Micronesia       | 28 de agosto de 2009 30 de octubre de 2009       | Mawaï     | Koror     | Christina Chevry         | Christina Chevry         |
| 10        | Koh-Lanta: Vietnam           | Côn Đảo, Vietnam         | 17 de septiembre de 2010 17 de diciembre de 2010 | Vang      | Do        | Philippe Duron           | Philippe Duron           |
| 11        | Koh-Lanta: Raja Ampat        | Raja Ampat, Indonesia    | 9 de septiembre de 2011 16 de diciembre de 2011  | Wasaï     | Mambok    | Gérard Urdampilleta      | Gérard Urdampilleta      |
| 12        | Koh-Lanta: Malasia           | Seribuat, Malasia        | 2 de noviembre de 2012 1 de febrero de 2013      | Sungaï    | Mawar     | Ugo Latriche             | Ugo Latriche             |
| 13        | Koh-Lanta: Camboya           | Camboya, Koh Rong        | Cancelado                                        | Cancelado | Cancelado | Cancelado                | Cancelado                |
| 14        | Koh-Lanta: Johor             | Johor, Malasia           | 24 de abril de 2015 24 de julio de 2015          | Lankawaï  | Tinggi    | Marc                     | Marc                     |
| 15        | Koh-Lanta: Thaïlande         | Tailandia                | 12 de febrero de 2016 27 de mayo de 2016         | Karwaï    | Aopoh     | Wendy                    | Wendy                    |
| 16        | Koh-Lanta: Isla del tesoro   | Camboya                  | 26 de agosto de 2016 9 de diciembre de 2016      | Naga      | Sambor    | Benoit                   | Benoit                   |

## Temporadas Especiales
| Temporada | Temporada                           | Ubicación                | Emisión                                          | Tribus | Tribus  | Ganador(es)        | Ganador(es)        |
| --------- | ----------------------------------- | ------------------------ | ------------------------------------------------ | ------ | ------- | ------------------ | ------------------ |
| 1         | Koh-Lanta: Los héroes regresan      | Brasil, Amazonas         | 13 de enero de 2009 13 de febrero de 2009        | Tupan  | Jacaré  | Romuald Lafite     | Romuald Lafite     |
| 2         | Koh-Lanta: El choque de los héroes  | Francia, Nueva Caledonia | 26 de marzo de 2010 21 de mayo de 2010           | Tiac   | Malabou | Grégoire Delachaux | Grégoire Delachaux |
| 3         | Koh-Lanta: La venganza del héroe    | Camboya, Koh Rong        | 6 de abril de 2012 1 de junio de 2012            | Klahan | Nekmao  | Bertrand Bolle     | Bertrand Bolle     |
| 4         | Koh-Lanta: La nueva edición         | Malasia, Sibu            | 12 de septiembre de 2014 21 de noviembre de 2014 | Tengah | Simban  | Laurent Maistret   | Laurent Maistret   |
| 5         | Koh-Lanta: La batalla de los héroes |                          |                                                  |        |         |                    |                    |
| 6         | Koh-Lanta: Isla de los héroes       | Fiyi                     | 21 de febrero de 2020                            | Lawaki | Nacomo  | Naoil Tita         | Naoil Tita         |

## Lugares de rodaje
Koh Lanta ha filmado en muchas partes del mundo, desde la primera temporada, que favorece el calor y los climas tropicales. África y Europa son los únicos continentes en los que no se ha organizado una temporada de Koh-Lanta.
| Continente      | Temporada |
| --------------- | --- |
| América Central | Costa Rica: 2 Panamá: 3, 4 |
| América del Sur | Brasil: Koh-Lanta: Los héroes regresan |
| Asia            | Tailandia: 1, 15 Filipinas: 7, 8 Vietnam: 10 Indonesia: 11 Camboya: 13, Koh-Lanta: La venganza del héroe Malasia: 12, 14, Koh-Lanta: La nueva edición |
| Oceanía         | Francia: 5, Koh-Lanta: El choque de los héroes Vanuatu: 6 Palaos: 9                                                                                   |

## Controversias

### Controversia en la temporada 5

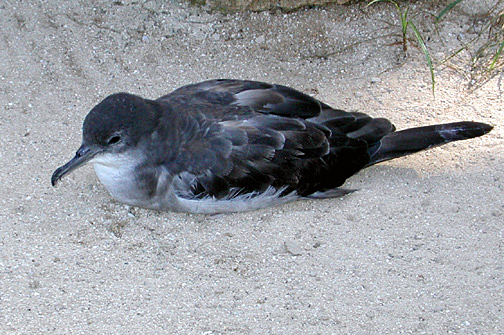
Ave que fue consumida por los participantes

Durante la emisión del segundo episodio (el 8 de julio de 2005 en Francia y el 10 de julio de 2005 en Nueva Caledonia), los participantes tenían que asesinar y cocinar Puffinus pacificus, una especie de ave totalmente protegida en Nueva Caledonia. Esto provocó que varios espectadores exigieran explicaciones al canal TF1. TF1 respondió que de acuerdo con la LPO (en español; Liga para la Protección de las Aves), los Puffinus pacificus no son una especie protegida. LPO le pidió al CSA (regulador de la radiodifusión en Francia) para asumir el caso, y este último también decidió iniciar acciones legales contra TF1 y la productora del programa Adventure Line Productions.
La petición en contra de la compañía de producción fue aceptada, por lo tanto a TF1 se le ordenó pagar a la LPO € 1.000 en daños y € 2.000 para gastos de procedimiento, mientras que la demanda del canal TF1 en contra de la LPO fue rechazada.

### Temporada 13 cancelada
El 22 de marzo de 2013, TF1 anunció la muerte de un participante durante el primer día de rodaje de la 13.ª temporada en Camboya. Los restos fueron repatriados y el rodaje cancelado. El nombre del participante fallecido era Gerald Babin, un joven de 25 años de edad que sufrió calambres violentos a principios de los primeros días. Tuvo un ataque al corazón, fue revivido pero su corazón fue detenido de nuevo a su llegada al hospital en Sihanoukville donde finalmente murió.
El 27 de marzo de 2013, la planta de Créteil abrió una investigación preliminar por homicidio involuntario, para encontrar la causa exacta de la muerte de Gerald Babin, mientras que las autoridades camboyanas han terminado su investigación diciendo que era una muerte natural. Además, Aventura Line Producciones anunció una demanda contra el sitio arretsurimages.net después de que el sitio web publicó el testimonio anónimo de un miembro de la producción que desafía la manera oficial de la muerte del participante emitido por TF1 y ALP en su declaración. El 1 de abril de 2013, Thierry Costa, un integrante del equipo médico que trabajó durante 4 años para Koh-Lanta, se suicidó en Camboya 10 días después de la muerte del participante.
A pesar de estas tragedias, el programa no se detiene. En julio de 2013, TF1 y Adventure Line Productions anunció, a pesar de la investigación judicial en curso, la organización de una nueva temporada con los exparticipantes para el 2014. El rodaje de esta temporada comenzó en mayo para su emisión el 12 de septiembre de 2014, firmando el regreso del reality después de casi dos años de ausencia. Por lo tanto los controles médicos durante el casting y durante el juego se fortalecieron significativamente. Durante el mismo año, TF1 anunció audiciones abiertas para una nueva temporada que se emitirá durante el primer semestre de 2015. Esta temporada se considera la 14.ª del reality. Sin embargo, ninguno de los participantes de la temporada 13 es el elenco de la temporada 14.

### Temporada 19 cancelada
El 11 de mayo de 2018, TF1 y la productora ALP anunciaron la cancelación de la temporada después de una presunta agresión sexual.

## Audiencias Generales
Koh Lanta ha tenido éxito donde muchos programas han fracasado. De hecho, cada año 7 millones de espectadores de media siguen las aventuras de náufragos voluntarios.
| Temporada                          | Año    | Horario                            | Audiencia Promedio |
| ---------------------------------- | ------ | ---------------------------------- | ------------------ |
| Los Aventureros de Koh-Lanta       | «2001» | Sábados y domingos a las 19:00 hrs | 4.360.000          |
| Koh-Lanta: Nicoya                  | «2002» | Viernes a las 20:50 hrs            | 6.091.667          |
| Koh-Lanta: Bocas del Toro          | «2003» | Viernes a las 20:50 hrs            | 5.400.000          |
| Koh-Lanta: Panamá                  | «2004» | Viernes a las 20:50 hrs            | 6.100.000          |
| Koh-Lanta: Pacifico                | «2005» | Viernes a las 20:50 hrs            | 6.900.000          |
| Koh-Lanta: Vanuatu                 | «2006» | Viernes a las 20:50 hrs            | 6.868.000          |
| Koh-Lanta: Palawan                 | «2007» | Viernes a las 20:50 hrs            | 8.127.307          |
| Koh-Lanta: Caramoan                | «2008» | Viernes a las 20:50 hrs            | 6.840.000          |
| Koh-Lanta: Los héroes regresan     | «2009» | Martes a las 20:45 hrs             | 8.288.000          |
| Koh-Lanta: Palaos                  | «2009» | Viernes a las 20:50 hrs            | 7.512.000          |
| Koh-Lanta: El choque de los héroes | «2010» | Viernes a las 20:50 hrs            | 7.007.000          |
| Koh-Lanta: Vietnam                 | «2010» | Viernes a las 20:50 hrs            | 6.800.857          |
| Koh-Lanta: Raja Ampat              | «2011» | Viernes a las 20:50 hrs            | 7.237.000          |
| Koh-Lanta: La venganza del héroe   | «2012» | Viernes a las 20:50 hrs            | 6.986.000          |
| Koh-Lanta: Malasia                 | «2012» | Viernes a las 20:50 hrs            | 7.098.000          |
| Koh-Lanta: La nueva edición        | «2014» | Viernes a las 20:50 hrs            | 6.593.000          |
| Koh-Lanta: Johor                   | «2015» | Viernes a las 20:55 hrs            | En producción      |
| Koh-Lanta: Thaïlande               | «2016» | Viernes a las 20:50 hrs            | Próximamente       |